# Liste des chapelles de l'Aube
La liste des chapelles de l'Aube présente les chapelles de culte catholique situées sur le territoire des communes du départements français de l'Aube.
Il est fait état des diverses protections dont elles peuvent bénéficier, et notamment les inscriptions et classements au titre des monuments historiques.
Toutes sont situées dans le diocèse de Troyes.

## Liste
| Chapelle | Commune                    | Adresse | Coordonnées                      | Notice         | Protection                                    | Date | Illustration |
| --- | -------------------------- | ------- | -------------------------------- | -------------- | --------------------------------------------- | ---- | --- |
| Chapelle Saint-Avit d'Aix-en-Othe | Aix-Villemaur-Pâlis        |         | 48° 13′ 25″ nord, 3° 44′ 20″ est | « PA00078014 » | Inscrit MH                                    | 1975 | Chapelle Saint-Avit d'Aix-en-Othe |
| Chapelle non consacrée du Mineroy | Aix-Villemaur-Pâlis        |         | 48° 10′ 34″ nord, 3° 43′ 29″ est |                |                                               |      | Image manquante Téléverser |
| Chapelle de la Vierge d'Amance | Amance                     |         | 48° 17′ 25″ nord, 4° 30′ 53″ est |                |                                               |      | Image manquante Téléverser |
| Chapelle de la maison de retraite d'Arcis-sur-Aube                                                                                          | Arcis-sur-Aube             |         | 48° 32′ 03″ nord, 4° 08′ 30″ est |                |                                               |      | Image manquante Téléverser |
| Chapelle du couvent des Dominicaines d'Arcis-sur-Aube                                                                                       | Arcis-sur-Aube             |         | à géolocaliser                   |                |                                               |      | Image manquante Téléverser |
| Chapelle de l'ancienne grange monastique de Fraville d'Arconville                                                                           | Arconville                 |         | à géolocaliser                   |                |                                               |      | Image manquante Téléverser |
| Chapelle Notre-Dame de la Coudre | Auxon                      |         | 48° 04′ 42″ nord, 3° 57′ 37″ est |                |                                               |      | Chapelle Notre-Dame de la Coudre |
| Chapelle Notre-Dame de Sivrey | Auxon                      |         | 48° 05′ 27″ nord, 3° 54′ 14″ est |                |                                               |      | Chapelle Notre-Dame de Sivrey |
| Chapelle Saint-Anne de Tremblay | Avant-lès-Marcilly         |         | 48° 26′ 23″ nord, 3° 33′ 52″ est |                |                                               |      | Image manquante Téléverser |
| Chapelle Sainte-Geneviève de Lingey | Avirey-Lingey              |         | 48° 01′ 50″ nord, 4° 17′ 31″ est |                |                                               |      | Image manquante Téléverser |
| Chapelle Saint-Firmin de Balnot-sur-Laignes                                                                                                 | Balnot-sur-Laignes         |         | à géolocaliser                   |                |                                               |      | Image manquante Téléverser |
| Chapelle Saint-Jean de Bar-sur-Aube | Bar-sur-Aube               |         | 48° 13′ 54″ nord, 4° 42′ 35″ est |                |                                               |      | Chapelle Saint-Jean de Bar-sur-Aube |
| Chapelle de l'hôpital de Bar-sur-Aube | Bar-sur-Aube               |         | 48° 13′ 49″ nord, 4° 42′ 52″ est |                |                                               |      | Image manquante Téléverser |
| Chapelle Sainte-Germaine de la ferme de Sainte-Germaine                                                                                     | Bar-sur-Aube               |         | 48° 13′ 16″ nord, 4° 41′ 53″ est |                |                                               |      | Image manquante Téléverser |
| Chapelle de la commanderie templière d'Avalleur de Bar-sur-Seine                                                                            | Bar-sur-Seine              |         | 48° 05′ 54″ nord, 4° 21′ 02″ est |                |                                               |      | Chapelle de la commanderie templière d'Avalleur de Bar-sur-Seine                                                                            |
| Chapelle de la Passion de Bar-sur-Seine | Bar-sur-Seine              |         | 48° 06′ 50″ nord, 4° 22′ 25″ est |                |                                               |      | Chapelle de la Passion de Bar-sur-Seine |
| Chapelle Notre-Dame-du-Chêne de Bar-sur-Seine                                                                                               | Bar-sur-Seine              |         | 48° 06′ 08″ nord, 4° 21′ 56″ est |                |                                               |      | Chapelle Notre-Dame-du-Chêne de Bar-sur-Seine                                                                                               |
| Chapelle Saint-Jean-Baptiste de Bar-sur-Seine                                                                                               | Bar-sur-Seine              |         | 48° 06′ 34″ nord, 4° 22′ 30″ est |                |                                               |      | Chapelle Saint-Jean-Baptiste de Bar-sur-Seine                                                                                               |
| Chapelle de la grange de la Borde de Bayel                                                                                                  | Bayel                      |         | à géolocaliser                   |                |                                               |      | Image manquante Téléverser |
| Chapelle du souvenir de Bouy-sur-Orvin | Bouy-sur-Orvin             |         | 48° 24′ 43″ nord, 3° 29′ 49″ est |                |                                               |      | Chapelle du souvenir de Bouy-sur-Orvin |
| Chapelle des Carmélites de Brienne-le-Château                                                                                               | Brienne-le-Château         |         | 48° 23′ 20″ nord, 4° 31′ 42″ est |                |                                               |      | Chapelle des Carmélites de Brienne-le-Château                                                                                               |
| Chapelle de Marmoret | Brévonnes                  |         | 48° 20′ 43″ nord, 4° 24′ 15″ est |                |                                               |      | Image manquante Téléverser |
| Chapelle Sainte-Reine de Bérulle | Bérulle                    |         | 48° 10′ 26″ nord, 3° 39′ 03″ est |                |                                               |      | Chapelle Sainte-Reine de Bérulle |
| Chapelle Saint-Nicolas de Chacenay | Chacenay                   |         | 48° 06′ 50″ nord, 4° 31′ 45″ est |                |                                               |      | Image manquante Téléverser |
| Chapelle du château de Chacenay | Chacenay                   |         | à géolocaliser                   |                |                                               |      | Image manquante Téléverser |
| Chapelle de l'Annonciation de Mondeville | Champignol-lez-Mondeville  |         | 48° 08′ 24″ nord, 4° 41′ 21″ est | « PA00078071 » | Inscrit MH                                    | 1927 | Chapelle de l'Annonciation de Mondeville |
| Chapelle de la maison de retraite de Chaource                                                                                               | Chaource                   |         | 48° 03′ 28″ nord, 4° 08′ 11″ est |                |                                               |      | Image manquante Téléverser |
| Chapelle Sainte-Geneviève de Chapelle-Vallon                                                                                                | Chapelle-Vallon            |         | 48° 26′ 30″ nord, 4° 03′ 24″ est |                |                                               |      | Image manquante Téléverser |
| Chapelle Notre-Dame du Hayer de Chennegy | Chennegy                   |         | 48° 13′ 01″ nord, 3° 51′ 19″ est |                |                                               |      | Chapelle Notre-Dame du Hayer de Chennegy |
| Chapelle Notre-Dame-de-Lourdes du Châtelier                                                                                                 | Chesley                    |         | 47° 58′ 43″ nord, 4° 04′ 41″ est |                |                                               |      | Image manquante Téléverser |
| Chapelle Saint-Gand de Chesley | Chesley                    |         | à géolocaliser                   |                |                                               |      | Image manquante Téléverser |
| Chapelle de Bois-Gérard de Loge-Borgne | Chessy-les-Prés            |         | 47° 59′ 41″ nord, 3° 56′ 17″ est |                |                                               |      | Image manquante Téléverser |
| Chapelle de Survannes | Chessy-les-Prés            |         | 48° 01′ 54″ nord, 3° 56′ 32″ est |                |                                               |      | Chapelle de Survannes |
| Chapelle Saint-Antoine du Breuil | Chessy-les-Prés            |         | 48° 00′ 40″ nord, 3° 58′ 19″ est |                |                                               |      | Image manquante Téléverser |
| Chapelle de Chessy-les-Prés | Chessy-les-Prés            |         | à géolocaliser                   |                |                                               |      | Image manquante Téléverser |
| Chapelle de Clérey | Clérey                     |         | 48° 12′ 16″ nord, 4° 11′ 08″ est |                |                                               |      | Image manquante Téléverser |
| Chapelle Saint-Michel du Cellier | Colombé-le-Sec             |         | 48° 15′ 17″ nord, 4° 47′ 03″ est |                |                                               |      | Image manquante Téléverser |
| Chapelle Saint-Jacques de Coussegrey | Coussegrey                 |         | 47° 57′ 36″ nord, 4° 01′ 16″ est | « PA00078093 » | Inscrit MH Autel et croix                     | 1925 | Chapelle Saint-Jacques de Coussegrey |
| Chapelle de Crespy-le-Neuf | Crespy-le-Neuf             |         | 48° 23′ 39″ nord, 4° 35′ 48″ est |                |                                               |      | Image manquante Téléverser |
| Chapelle Sainte-Anne de Cunfin | Cunfin                     |         | 48° 02′ 43″ nord, 4° 41′ 01″ est |                |                                               |      | Image manquante Téléverser |
| Chapelle de l'Immaculée-Conception de Dienville                                                                                             | Dienville                  |         | 48° 21′ 00″ nord, 4° 31′ 56″ est |                |                                               |      | Chapelle de l'Immaculée-Conception de Dienville                                                                                             |
| Chapelle Notre-Dame-du-Tertre de Dienville                                                                                                  | Dienville                  |         | 48° 20′ 54″ nord, 4° 31′ 41″ est |                |                                               |      | Image manquante Téléverser |
| Chapelle Sainte-Théodosie de Dommartin-le-Coq                                                                                               | Dommartin-le-Coq           |         | 48° 29′ 25″ nord, 4° 20′ 42″ est |                |                                               |      | Chapelle Sainte-Théodosie de Dommartin-le-Coq                                                                                               |
| Chapelle de la maison de retraite d'Ervy-le-Châtel                                                                                          | Ervy-le-Châtel             |         | 48° 02′ 26″ nord, 3° 54′ 42″ est |                |                                               |      | Image manquante Téléverser |
| Chapelle Saint-Aubin de la maladrerie d'Ervy-le-Châtel                                                                                      | Ervy-le-Châtel             |         | 48° 02′ 21″ nord, 3° 54′ 22″ est |                |                                               |      | Image manquante Téléverser |
| Chapelle Saint-Georges du Mesnil-Saint-Georges                                                                                              | Ervy-le-Châtel             |         | 48° 05′ 04″ nord, 3° 52′ 46″ est |                |                                               |      | Image manquante Téléverser |
| Chapelle Saint-Bernard de Servigny | Essoyes                    |         | 48° 02′ 59″ nord, 4° 30′ 30″ est | « PA00078108 » | Classé MH                                     | 1979 | Chapelle Saint-Bernard de Servigny |
| Chapelle de Fays-la-Chapelle | Fays-la-Chapelle           |         | à géolocaliser                   |                |                                               |      | Image manquante Téléverser |
| Chapelle du Paraclet | Ferreux-Quincey            |         | 48° 28′ 03″ nord, 3° 34′ 14″ est |                |                                               |      | Image manquante Téléverser |
| Chapelle de la maison de retraite Sainte-Marthe de Fontaine-les-Grès                                                                        | Fontaine-les-Grès          |         | 48° 25′ 29″ nord, 3° 55′ 04″ est |                |                                               |      | Image manquante Téléverser |
| Chapelle Saint-Gengoul de Souchot | Fontette                   |         | 48° 04′ 05″ nord, 4° 36′ 28″ est |                |                                               |      | Image manquante Téléverser |
| Chapelle Notre-Dame-de-l'Orme de Gyé-sur-Seine                                                                                              | Gyé-sur-Seine              |         | 48° 01′ 42″ nord, 4° 26′ 03″ est |                |                                               |      | Image manquante Téléverser |
| Chapelle prieurale Sainte-Marie-Madeleine de Herbisse                                                                                       | Herbisse                   |         | à géolocaliser                   |                |                                               |      | Image manquante Téléverser |
| Chapelle Saint-Jean-Baptiste de Jaucourt | Jaucourt                   |         | 48° 15′ 34″ nord, 4° 38′ 50″ est | « PA00132585 » | Inscrit MH                                    | 1994 | Image manquante Téléverser |
| Chapelle Notre-Dame-des-Bornes de La Louptière-Thénard                                                                                      | La Louptière-Thénard       |         | 48° 22′ 23″ nord, 3° 26′ 50″ est |                |                                               |      | Chapelle Notre-Dame-des-Bornes de La Louptière-Thénard                                                                                      |
| Chapelle du château de La Motte-Tilly | La Motte-Tilly             |         | 48° 28′ 00″ nord, 3° 25′ 52″ est |                |                                               |      | Image manquante Téléverser |
| Chapelle Notre-Dame-des-Sept-Douleurs de La Rothière                                                                                        | La Rothière                |         | à géolocaliser                   |                |                                               |      | Image manquante Téléverser |
| Chapelle Sainte-Madeleine de Resson | La Saulsotte               |         | 48° 33′ 08″ nord, 3° 29′ 32″ est | « PA00078235 » | Inscrit MH Chœur et portail de l'ancienne nef | 1930 | Chapelle Sainte-Madeleine de Resson |
| Chapelle Saint-Hubert de La Saulsotte | La Saulsotte               |         | 48° 32′ 44″ nord, 3° 29′ 36″ est |                |                                               |      | Image manquante Téléverser |
| Chapelle Saint-Parre de Liours | La Saulsotte               |         | 48° 31′ 57″ nord, 3° 31′ 14″ est |                |                                               |      | Chapelle Saint-Parre de Liours |
| Chapelle du château de Montigny | Lagesse                    |         | 48° 01′ 15″ nord, 4° 08′ 34″ est |                |                                               |      | Image manquante Téléverser |
| Chapelle Sainte-Béline de Landreville | Landreville                |         | 48° 03′ 54″ nord, 4° 28′ 36″ est |                |                                               |      | Chapelle Sainte-Béline de Landreville |
| Chapelle sépulcrale du château de la Cordelière                                                                                             | Lantages                   |         | 48° 04′ 06″ nord, 4° 09′ 52″ est |                |                                               |      | Image manquante Téléverser |
| Chapelle Saint-Sébastien de Ricey-Haut | Les Riceys                 |         | 47° 58′ 52″ nord, 4° 21′ 36″ est | « PA00078196 » | Inscrit MH                                    | 1980 | Chapelle Saint-Sébastien de Ricey-Haut |
| Chapelle Sainte-Sabine de Ricey-Bas | Les Riceys                 |         | 48° 00′ 11″ nord, 4° 22′ 03″ est |                |                                               |      | Chapelle Sainte-Sabine de Ricey-Bas |
| Chapelle Saint-Roch de Ricey-Bas | Les Riceys                 |         | 48° 00′ 24″ nord, 4° 21′ 45″ est |                |                                               |      | Chapelle Saint-Roch de Ricey-Bas |
| Chapelle Saint-Antoine de Ricey-Bas | Les Riceys                 |         | 48° 00′ 21″ nord, 4° 22′ 28″ est |                |                                               |      | Chapelle Saint-Antoine de Ricey-Bas |
| Chapelle Sainte-Claire des Riceys | Les Riceys                 |         | 47° 58′ 49″ nord, 4° 21′ 54″ est |                |                                               |      | Chapelle Sainte-Claire des Riceys |
| Chapelle Saint-Jacques de Ricey-Haute-Rive                                                                                                  | Les Riceys                 |         | 47° 59′ 41″ nord, 4° 22′ 47″ est |                |                                               |      | Chapelle Saint-Jacques de Ricey-Haute-Rive                                                                                                  |
| Chapelle Sainte-Tanche de Lhuître | Lhuître                    |         | 48° 34′ 58″ nord, 4° 16′ 34″ est |                |                                               |      | Image manquante Téléverser |
| Chapelle du château de la Forge-du-Haut | Longchamp-sur-Aujon        |         | 48° 09′ 35″ nord, 4° 48′ 12″ est |                |                                               |      | Image manquante Téléverser |
| Chapelle Saint-Hilaire de Champs aux Canes                                                                                                  | Magnant                    |         | 48° 11′ 46″ nord, 4° 25′ 29″ est |                |                                               |      | Image manquante Téléverser |
| Chapelle Sainte-Barbe du camp de Mailly | Mailly-le-Camp             |         | 48° 39′ 50″ nord, 4° 12′ 51″ est |                |                                               |      | Image manquante Téléverser |
| Chapelle Notre-Dame de la Perthe | Mailly-le-Camp             |         | 48° 41′ 45″ nord, 4° 13′ 04″ est | « IA10000859 » |                                               |      | Image manquante Téléverser |
| Chapelle Saint-Flavy de Chanteloup | Marcilly-le-Hayer          |         | 48° 17′ 54″ nord, 3° 38′ 30″ est |                |                                               |      | Image manquante Téléverser |
| Chapelle Notre-Dame-de-la-Sainte-Espérance du monastère des Bénédictins de la congrégation Sainte-Marie-du-Mont-Olivet de Mesnil-Saint-Loup | Mesnil-Saint-Loup          |         | 48° 18′ 11″ nord, 3° 45′ 49″ est |                |                                               |      | Chapelle Notre-Dame-de-la-Sainte-Espérance du monastère des Bénédictins de la congrégation Sainte-Marie-du-Mont-Olivet de Mesnil-Saint-Loup |
| Chapelle templière de Mesnil-Saint-Loup | Mesnil-Saint-Loup          |         | 48° 18′ 09″ nord, 3° 45′ 49″ est |                |                                               |      | Chapelle templière de Mesnil-Saint-Loup |
| Chapelle de la commanderie templière de Fresnoy                                                                                             | Montpothier                |         | 48° 35′ 09″ nord, 3° 29′ 28″ est |                |                                               |      | Image manquante Téléverser |
| Chapelle Sainte-Élisabeth de Mussy-sur-Seine                                                                                                | Mussy-sur-Seine            |         | 47° 58′ 31″ nord, 4° 30′ 15″ est |                |                                               |      | Image manquante Téléverser |
| Chapelle Saint-Roch de Mussy-sur-Seine | Mussy-sur-Seine            |         | à géolocaliser                   |                |                                               |      | Image manquante Téléverser |
| Chapelle Saint-Louis de Méry-sur-Seine | Méry-sur-Seine             |         | à géolocaliser                   |                |                                               |      | Image manquante Téléverser |
| Chapelle Sainte-Philomène de Neuville-sur-Seine                                                                                             | Neuville-sur-Seine         |         | 48° 02′ 14″ nord, 4° 24′ 32″ est |                |                                               |      | Image manquante Téléverser |
| Chapelle de l'Hôtel-Dieu de Nogent-sur-Seine                                                                                                | Nogent-sur-Seine           |         | 48° 29′ 38″ nord, 3° 30′ 06″ est |                |                                               |      | Image manquante Téléverser |
| Chapelle du Dieu-de-Pitié de Faubourg Bechereau                                                                                             | Nogent-sur-Seine           |         | à géolocaliser                   |                |                                               |      | Image manquante Téléverser |
| Chapelle Saint-Roch de Saint-Roch (Aube) | Nogent-sur-Seine           |         | 48° 29′ 38″ nord, 3° 30′ 40″ est |                |                                               |      | Image manquante Téléverser |
| Chapelle Saint-Vinebaut de Nogent-sur-Seine                                                                                                 | Nogent-sur-Seine           |         | à géolocaliser                   |                |                                               |      | Image manquante Téléverser |
| Chapelle Notre-Dame-des-Ormes | Piney                      |         | 48° 21′ 51″ nord, 4° 19′ 23″ est | « PA00078180 » | Inscrit MH                                    | 1927 | Chapelle Notre-Dame-des-Ormes |
| Chapelle de l'Assomption de Brantigny | Piney                      |         | 48° 22′ 28″ nord, 4° 21′ 22″ est | « PA00078179 » | Classé MH                                     | 1987 | Chapelle de l'Assomption de Brantigny |
| Chapelle Saint-Vorles de Plaines-Saint-Lange                                                                                                | Plaines-Saint-Lange        |         | à géolocaliser                   |                |                                               |      | Image manquante Téléverser |
| Chapelle Saint-Victor de Plancy-l'Abbaye | Plancy-l'Abbaye            |         | à géolocaliser                   |                |                                               |      | Image manquante Téléverser |
| Chapelle Casimir-Périer de Pont-sur-Seine                                                                                                   | Pont-sur-Seine             |         | 48° 31′ 00″ nord, 3° 35′ 44″ est |                |                                               |      | Chapelle Casimir-Périer de Pont-sur-Seine                                                                                                   |
| Chapelle du cimetière de Pont-sur-Seine | Pont-sur-Seine             |         | 48° 31′ 02″ nord, 3° 35′ 43″ est |                |                                               |      | Image manquante Téléverser |
| Chapelle de Rosières-près-Troyes | Rosières-près-Troyes       |         | 48° 15′ 26″ nord, 4° 03′ 59″ est |                |                                               |      | Image manquante Téléverser |
| Chapelle du prieuré Sainte-Scholastique de Rosières-près-Troyes                                                                             | Rosières-près-Troyes       |         | 48° 15′ 21″ nord, 4° 04′ 00″ est |                |                                               |      | Image manquante Téléverser |
| Chapelle Saint-Gengould de Courmononcle | Saint-Benoist-sur-Vanne    |         | 48° 13′ 42″ nord, 3° 40′ 49″ est | « PA00078215 » | Inscrit MH                                    | 1983 | Chapelle Saint-Gengould de Courmononcle |
| Chapelle du Carmel de Saint-Germain | Saint-Germain              |         | 48° 15′ 15″ nord, 4° 01′ 40″ est |                |                                               |      | Image manquante Téléverser |
| Chapelle Saint-Antoine-de-Padoue de Saint-Hilaire-sous-Romilly                                                                              | Saint-Hilaire-sous-Romilly |         | 48° 28′ 59″ nord, 3° 38′ 04″ est |                |                                               |      | Image manquante Téléverser |
| Chapelle Notre-Dame-des-Granges de Grange-l'Évêque                                                                                          | Saint-Lyé                  |         | 48° 19′ 21″ nord, 3° 56′ 36″ est |                |                                               |      | Image manquante Téléverser |
| Chapelle Saint-Vinebaud de Saint-Vinebaud                                                                                                   | Saint-Martin-de-Bossenay   |         | 48° 26′ 05″ nord, 3° 40′ 52″ est |                |                                               |      | Image manquante Téléverser |
| Chapelle Notre-Dame-de-Pitié de la communauté des Sœurs Oblates de Saint-François-de-Sales de la Tuilerie                                   | Saint-Parres-aux-Tertres   |         | 48° 17′ 55″ nord, 4° 06′ 36″ est |                |                                               |      | Image manquante Téléverser |
| Chapelle de la maison Saint-Joseph de Saint-Parres-lès-Vaudes                                                                               | Saint-Parres-lès-Vaudes    |         | 48° 10′ 20″ nord, 4° 12′ 45″ est |                |                                               |      | Image manquante Téléverser |
| Chapelle du cimetière de Saint-Usage | Saint-Usage                |         | 48° 05′ 57″ nord, 4° 36′ 07″ est |                |                                               |      | Image manquante Téléverser |
| Chapelle Sainte-Abdon de Fays Haut | Saint-Usage                |         | 48° 05′ 51″ nord, 4° 40′ 22″ est |                |                                               |      | Image manquante Téléverser |
| Chapelle de l'Assomption de Vanne | Sainte-Maure               |         | 48° 21′ 31″ nord, 4° 02′ 47″ est |                |                                               |      | Chapelle de l'Assomption de Vanne |
| Chapelle dite chapelle de Colmont de Sainte-Maure                                                                                           | Sainte-Maure               |         | à géolocaliser                   |                |                                               |      | Image manquante Téléverser |
| Chapelle du Parc de Sainte-Savine | Sainte-Savine              |         | 48° 17′ 40″ nord, 4° 02′ 18″ est |                |                                               |      | Image manquante Téléverser |
| Chapelle Sainte-Élisabeth de Fontenay-le-Perreux                                                                                            | Soligny-les-Étangs         |         | 48° 24′ 57″ nord, 3° 32′ 22″ est |                |                                               |      | Image manquante Téléverser |
| Chapelle Saint-Jean de Soulaines-Dhuys | Soulaines-Dhuys            |         | 48° 22′ 37″ nord, 4° 44′ 05″ est | « PA00078238 » | Classé MH                                     | 1921 | Chapelle Saint-Jean de Soulaines-Dhuys |
| Chapelle Saint-Èpvre de Trancault | Trancault                  |         | 48° 22′ 18″ nord, 3° 32′ 23″ est | « IA10000507 » |                                               |      | Chapelle Saint-Èpvre de Trancault |
| Chapelle Saint-Pierre-aux-Liens de Villeneuve-aux-Riches-Hommes                                                                             | Trancault                  |         | 48° 21′ 21″ nord, 3° 31′ 28″ est |                |                                               |      | Chapelle Saint-Pierre-aux-Liens de Villeneuve-aux-Riches-Hommes                                                                             |
| Chapelle Saint-Jean-Baptiste de Charmesseaux                                                                                                | Trancault                  |         | 48° 22′ 51″ nord, 3° 30′ 03″ est | « IA10000512 » |                                               |      | Image manquante Téléverser |
| Chapelle du prieuré Sainte-Marie-Madeleine de la Madeleine                                                                                  | Traînel                    |         | 48° 24′ 47″ nord, 3° 26′ 50″ est |                |                                               |      | Image manquante Téléverser |
| Chapelle Saint-Antoine de Traînel | Traînel                    |         | 48° 24′ 58″ nord, 3° 26′ 21″ est |                |                                               |      | Image manquante Téléverser |
| Chapelle Saint-Parres de Liours | Traînel                    |         | à géolocaliser                   |                |                                               |      | Image manquante Téléverser |
| Chapelle des Bornes de Traînel | Traînel                    |         | à géolocaliser                   |                |                                               |      | Image manquante Téléverser |
| Chapelle du Valsuzenay | Vendeuvre-sur-Barse        |         | 48° 15′ 33″ nord, 4° 29′ 38″ est |                |                                               |      | Chapelle du Valsuzenay |
| Chapelle Saint-Aventin de Verrières | Verrières                  |         | 48° 13′ 18″ nord, 4° 09′ 58″ est | « PA00078298 » | Inscrit MH                                    | 1926 | Chapelle Saint-Aventin de Verrières |
| Chapelle de la prison des enfants de Clairvaux                                                                                              | Ville-sous-la-Ferté        |         | 48° 08′ 46″ nord, 4° 47′ 14″ est |                |                                               |      | Image manquante Téléverser |
| Chapelle Sainte-Anne de Clairvaux | Ville-sous-la-Ferté        |         | 48° 08′ 50″ nord, 4° 47′ 07″ est |                |                                               |      | Image manquante Téléverser |
| Chapelle Saint-Joseph-des-Anges de Villeneuve-au-Chemin                                                                                     | Villeneuve-au-Chemin       |         | 48° 05′ 38″ nord, 3° 51′ 02″ est |                |                                               |      | Chapelle Saint-Joseph-des-Anges de Villeneuve-au-Chemin                                                                                     |
| Chapelle de l'Enclos | Virey-sous-Bar             |         | 48° 08′ 39″ nord, 4° 18′ 04″ est |                |                                               |      | Image manquante Téléverser |
| Chapelle Notre-Dame-de-Sainte-Langueur de Vitry-le-Croisé                                                                                   | Vitry-le-Croisé            |         | 48° 08′ 41″ nord, 4° 33′ 27″ est |                |                                               |      | Image manquante Téléverser |
| Chapelle Notre-Dame-de-Sainte-Langueur de Vitry-le-Croisé                                                                                   | Vitry-le-Croisé            |         | 48° 08′ 41″ nord, 4° 33′ 27″ est |                |                                               |      | Image manquante Téléverser |